# 合作性棋盘游戏

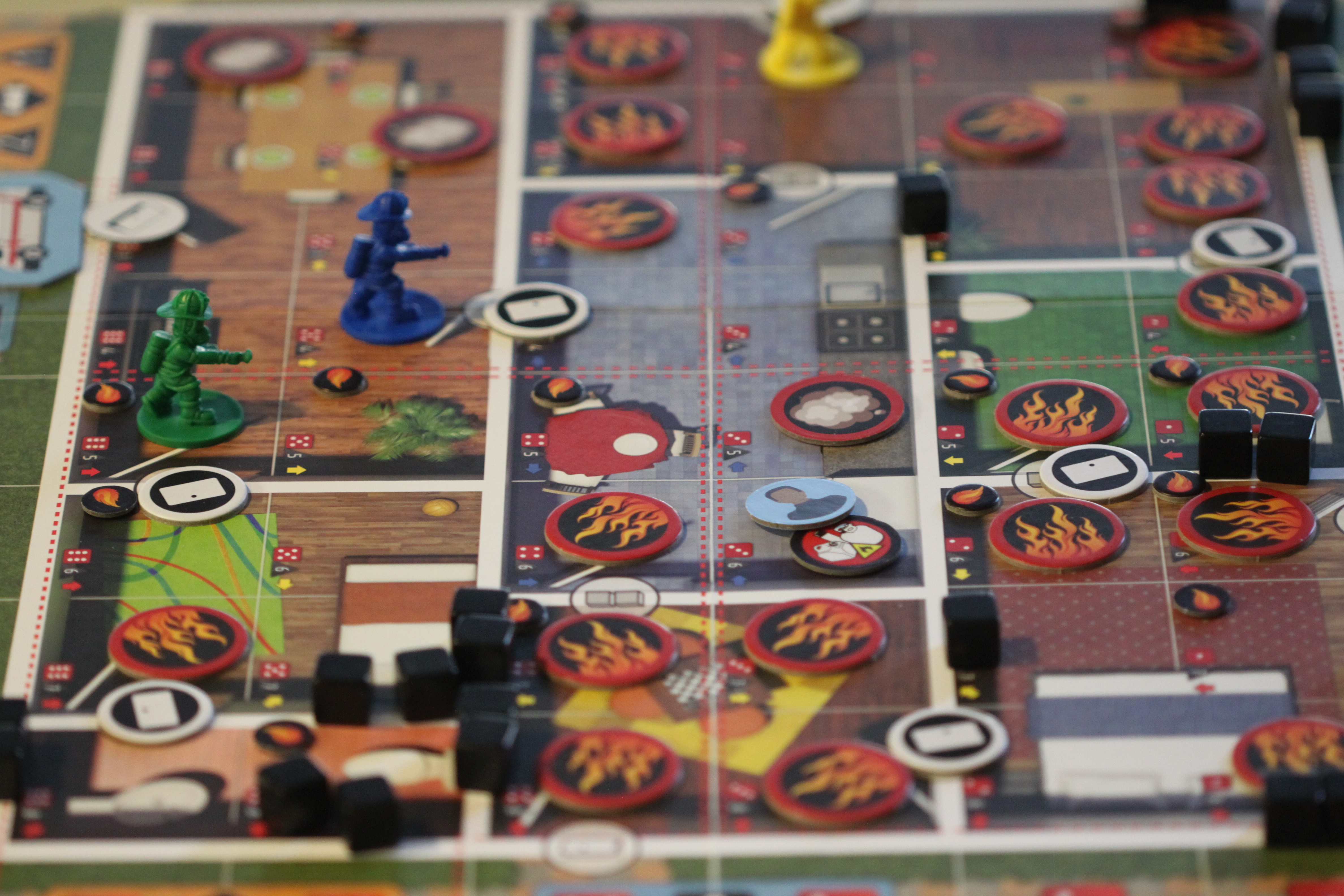
合作性棋盘游戏

合作性棋盘游戏是一種圖版遊戲。在合作性棋盘游戏中，玩家將共同努力实现最終目标，如果最終目標沒實現，那麼所有玩家都會輸掉這局遊戲。其他類型的圖版遊戲則是玩家互相比拼並最終決出一個獲勝者。 